# Ophiuroconis monolepis
Ophiuroconis monolepis är en ormstjärneart som beskrevs av Matsumoto 1915. Ophiuroconis monolepis ingår i släktet Ophiuroconis och familjen Ophiolepididae. Inga underarter finns listade i Catalogue of Life.